# Brignoliella acuminata
Brignoliella acuminata är en spindelart som först beskrevs av Simon 1889.  Brignoliella acuminata ingår i släktet Brignoliella och familjen Tetrablemmidae.
Artens utbredningsområde är Nya Kaledonien. Inga underarter finns listade.